# Douglas James Shearman
Douglas James Shearman (* 2. Juli 1918 in Isleworth, Middlesex; † 12. Mai 2003 in Cassington, Oxfordshire) war ein britischer Geologe und Sedimentologe, der wesentliche Beiträge zur Erforschung von Evaporiten und anderer Sedimente in Trockenklimaten geliefert hat.

## Leben
Shearman begann seine Schulausbildung in Hounslow, einem Londoner Vorort. Die Familie zog nach Southend-on-Sea in der Grafschaft Essex, wo der Schüler im Ästuar der Themse umherstreifte. Nach dem Schulabschluss begann er eine Ausbildung bei der Post, die 1939 durch die Einberufung zum Dienst in der Navy im Zweiten Weltkrieg unterbrochen wurde. Während der Grundausbildung in Dover machte er durch einen Kameraden, der in einem Gesteinsbruchstück Fossilien untersuchte, Bekanntschaft mit der Geologie. Seinen Militärdienst leistete er als Funkoffizier auf einem Minensuchboot im Nordatlantik.
Seine geologische Laufbahn begann 1946 mit der Einschreibung am Chelsea Polytechnic der University of London. Nach einem guten Abschluss als Strukturgeologe erhielt er 1949 auf Anforderung durch H.H. Read die Stelle eines Assistant Lecturer am Imperial College in London, wo er Vorlesungen über Sedimentologie hielt, ein Gebiet, das seine weitere Karriere bestimmen sollte. Auch wenn er seine Doktorarbeit über die Struktur und Geologie von North Devon nie abschloss, wurde er 1951 zunächst Lecturer, dann Senior Lecturer (1963) und Reader (1971), ehe er aufgrund seiner Verdienste zum Doktor ehrenhalber und 1978 zum Professor der Sedimentologie ernannt wurde. Seit 1983 ist Shearman emeritiert.

## Forschungstätigkeit
Ab Mitte der 1950er bis Anfang der 1960er untersuchte Shearman mit seiner Arbeitsgruppe die Kalksteine und Dolomite des Französischen Jura. Die Wissenschaftler entwickelten Färbungsmethoden, die unter dem Mikroskop eine Unterscheidung der in diesen Gesteinen vorkommenden Generationen von Zementen erlaubten. Durch die Untersuchung von Spurenelementen und den Einsatz anderer Techniken gewann die Arbeitsgruppe Einblick in die Prozesse, die bei der Dolomitisierung und Dedolomitisierung von Kalksteinen abgelaufen sind. Ein zweiter Schwerpunkt von Shearmans Arbeit in dieser Zeit waren die intertidalen Ablagerungen des Wash an der Ostküste Englands.
Später dehnte Shearman seine Forschungen tidaler und intertidaler Sedimente auf Gebiete außerhalb Englands aus. Im Zuge der Arbeit an der Piratenküste am Arabischen Golf (heute Vereinigte Arabische Emirate) gelang der Nachweis, dass der bislang nur aus älteren Gesteinen bekannte Anhydrit auch heute noch entsteht, unter anderem in gezeitenbeeinflussten Umgebungen. Die speziellen Bildungsbedingungen solcher und verwandter Sedimente der Gezeitenzone werden heute dem Faziesraum der Küstensabcha zugeordnet. Shearman untersuchte mit geschichteten intertidalen Salzablagerungen ähnliche Sedimente auch in Baja California und in Kanada. Die Ergebnisse seiner Untersuchungen evaporitischer Sedimente führten Shearman zu dem Schluss, dass die meist feine Schichtung der Sedimente nicht auf die Verdunstung von Meereswasser zurückgeht, die nach damals allgemein anerkannter Auffassung im Gezeiten- und Tagesrhythmus jeden Tag eine dünne Schicht evaporitischer Minerale erzeugen sollte. Die Feinschichtung bestand vielmehr bereits vor der Entstehung der Evaporite und wurde von biologischen Prozessen (Algenmatten u. a.) erzeugt, so dass vor allem feingeschichtete Kalksteine entstanden. Die Verdrängung von Material dieser bereits abgelagerter Gesteine durch Gips, Anhydrit und Salz fand erst im Anschluss an die Ablagerung der Kalksteine und später statt.
Die Erkenntnisse seiner Untersuchungen intertidaler Sedimente wandte er schließlich bei der Exploration nach Erdöl an, dessen Lagerstätten häufig mit Evaporiten wie Anhydrit oder Salz in Zusammenhang stehen.

## Ehrungen und Preise
- Lyell Fund der Geological Society of London (1967)[2]
- Matson Award der American Association of Petroleum Geologists (1981)[3]
- Lyell-Medaille der Geological Society (1984)[4]
- Wollaston-Medaille der Geological Society (1997)[5]